# USS Litchfield (DD-336)
Za druga plovila z istim imenom glejte USS Litchfield.
USS Litchfield (DD-336) je bil rušilec razreda Clemson v sestavi Vojne mornarice Združenih držav Amerike.
Rušilec je bil poimenovan po mornarju Johnu R. Litchfieldu.

## Zgodovina
Med drugo svetovno vojno je rušilec opravljal protipodmorniške naloge in varovanje konvojev.